# Rakovnik pri Birčni vasi
Rakovnik pri Birčni vasi je naselje v Občini Novo mesto.